# Youri Chtchoukine
Pour les articles homonymes, voir Chtchoukine.
Youri Ivanovitch Chtchoukine (en russe : Юрий Иванович Щукин), né le 26 juin 1979 à Kislovodsk, est un joueur de tennis russe puis kazakh à partir d'avril 2008, professionnel de 1998 à 2013.

## Carrière
Son meilleur classement en simple est 119e mondial obtenu le 19 novembre 2007.
Il atteint la finale de l'Open de Varsovie 2008 en double avec le Russe Nikolay Davydenko mais ils perdent contre les Polonais Mariusz Fyrstenberg et Marcin Matkowski (6-0, 3-6, [10-4]).
Il joue dans l'équipe du Kazakhstan de Coupe Davis depuis 2008, et notamment les matchs de double dans le groupe mondial en 2011, 2012 et 2013 avec Andrey Golubev et Evgeny Korolev. Ils ont atteint les quarts de finale en 2011 et 2013.

## Palmarès

### Finale en double (1)
| No | Date       | Nom et lieu du tournoi      | Catégorie   | Dotation  | Surface      | Vainqueurs                           | Partenaire        | Score            |          |
| -- | ---------- | --------------------------- | ----------- | --------- | ------------ | ------------------------------------ | ----------------- | ---------------- | -------- |
| 1  | 09-06-2008 | Orange Warsaw Open Varsovie | Int' Series | 404 000 € | Terre (ext.) | Mariusz Fyrstenberg Marcin Matkowski | Nikolay Davydenko | 6-0, 3-6, [10-4] | Parcours |